# 이송이
이송이는 대한민국의 영화배우이다.

## 출연 작품

### 영화
- 2016년 워킹스트리트 - 유제나 역

### 드라마
- 2019년 MBN 레벨업

## 수상
- 제27회 대한민국 문화연예대상 드라마부문 여자 신인상